# لا يا أمي (فلم)
لا يا أمي هو فيلم مصري عرض عام 1979، بطولة فريد شوقي ومديحة كامل، تأليف وإخراج ناصر حسين.
هذا الفيلم هو أول فيلم يخرجه ناصر حسين

## قصة الفيلم
يعمل المهندس أحمد مديرًا في إحدى الشركات ويعاني من تطلع زوجته أماني للثراء، في نفس الوقت يكون زميله سليمان ثروة طائلة من عمليات الاختلاس التي يقوم بها ويحقد على أحمد لفوزه بمركزه.

## طاقم التمثيل
- فريد شوقي: (أحمد حمدي)
- مديحة كامل: (أماني)
- مجدي وهبة: (سليمان عبد الباري)
- عماد حمدي: (إبراهيم كامل)
- سيد الصاوي: (سعيد حنفي)
- فريدة سيف النصر: (سناء)
- تغريد عبد الحميد : (السكرتيرة - ضيفة الفيلم)
- نجوى صالح: (ضيفة الفيلم)
- محمد شوقي: (عبد الراضي - الفراش)
- رشاد فرج
- محمد رسلان: (ضيف الفيلم)
- راوية عامر
- سمير عريان
- نادية شمس الدين
- عادل كريبة
- لويس يوسف
- هريدي عمران
- محمود الحفناوي: (سيد موسى - مستثمر)
- محمد الرملي: (القاضي)
- مطاوع عويس: (الصعيدي)
- عبد الحميد سعد
- علي شكري
- أحمد عبد الرؤوف: (طفل)
- عمرو عبد الرؤوف: (طفل)
- نادية أنور: (الراقصة)
- عبد السلام الدهشان: (وكيل النيابة)

## فريق العمل
- إخراج: ناصر حسين
- تأليف: ناصر حسين
- اشترك في السيناريو: محمد عثمان
- مدير التصوير: عبد المنعم بهنسي
- مونتاج: فتحي داود
- موسيقى تصويرية: أحمد أبو زيد
- إنتاج: الفيلم الماسي للإنتاج السينمائي
- توزيع داخلي: سليمان فيلم
- توزيع خارجي: الشركة اللبنانية للتجارة والاستثمار السينمائي (صبّاح إخوان)